# 岩永勝
岩永 勝（いわなが まさる、1951年（昭和26年）8月 - ）は、日本の農学者、Ph.D（植物遺伝育種学、米国ウィスコンシン州立大学）。日本の海外の国際農業研究機関にて30年近く活躍し、日本人初の国際農業研究協議グループ(CGIAR)幹部として、国際植物遺伝資源研究所(IPGRI、現Bioversity International、イタリア;1992-2000)副所長、国際とうもろこし・小麦改良センター(CIMMYT、メキシコ; 2002-2008)所長、など要職を歴任。国内においては、独立行政法人農業・食品産業技術総合研究機構作物研究所長(2008-2011)を経て、2011年より国立研究開発法人国際農林水産業研究センター（JIRCAS）理事長。

## 来歴
1951年8月8日長崎県佐世保市生まれ。京都大学大学院農学研究科修士課程在学中に米国ウィスコンシン州立大学へ留学し、植物遺伝育種学にて博士号 (Ph.D.）取得後、海外の国際農業研究機関にて30年近く活躍した。現在は国立研究開発法人国際農林水産業研究センター（JIRCAS）理事長をつとめる傍ら、国際機関理事会を含む国内外の委員会に参加し、世界の農業・食料問題に関わる活動を精力的に行う。

### 略歴
- 1979年 - CIP（国際イモ類研究センター、ペルー・リマ） - 遺伝育種専門家
- 1989年 - CIAT（国際熱帯農業研究センター、コロンビア・カリ） - 遺伝育種専門家
- 1992年 - IPGRI（国際植物資源研究所（現 Bioversity International）、イタリア・マッカレーゼ） - 副所長
- 2000年 - JIRCAS（独立行政法人国際農林水産業研究センター） - 生物資源部長
- 2002年 - CIMMYT（国際トウモロコシ・コムギ改良センター、メキシコ・テクスココ） - 所長
- 2008年 - NICS（独立行政法人農業・食品産業技術総合研究機構作物研究所） - 所長
- 2011年 - JIRCAS（国立研究開発法人国際農林水産業研究センター）  - 理事長

### 学歴
- 1967年 - 佐世保市立鹿町中学校
- 1970年 - 長崎県立佐世保北高校
- 1976年 - 京都大学大学院農学研究科修士
- 1980年 - 米国ウィスコンシン大学マディソン校博士号（植物遺伝育種学）

## 国際農業研究における活躍
生物資源の保存、活用に関する研究に永く従事し、多くの研究業績をあげ、国際的にも高い評価を受けている。具体的には、国際馬鈴薯研究センター(CIP、ペルー)では、馬鈴薯及び甘しょ育種に近縁野生種を積極的に利用し、主要害虫に抵抗性を持った中間母本育成に功績をあげ、その育成系統からルワンダでは世界初となる線虫抵抗性の馬鈴薯品種が選抜された。
また、国際熱帯農業センター(CIAT、コロンビア)では、世界最大の収集数を誇るインゲン豆、キャッサバ、熱帯牧草のジーンバンクに関する業務及び研究を統括した。アフリカ原産の熱帯牧草であるブラキアリアをその原産地より積極的に導入を進め、現在ブラキアリアは南米で一番広く利用されている牧草種となった。また、現在広く遺伝資源の保存、利用に活用されている「コア・コレクション」のアプローチを１９９２年に世界で初めて実証し、その世界的普及のきっかけを作った。
さらに、国際植物遺伝資源研究所(IPGRI、イタリア)では、副所長として所全体の研究企画、連絡調整、指揮統括を行い、CGIAR（国際農業研究協議グループ）傘下の国際研究センターで初めての日本人上級幹部職員として多大の貢献を行ってきた。世界で最大の遺伝資源収集数を誇るCGIARの機関のジーンバンクの遺伝資源情報の統一化と容易なアクセスを先導しSGRP（System-wide Genetic Resources Program）とSINGER（System-wide Information Network on Genetic Resource）を作り上げた。農民の伝統的知識を活用するための「参加型育種のアプローチ」を国際機関での利用を推奨し、先導役を務めた。国際交渉でも活躍し、国際農業食料遺伝資源条約(ITPGRFA)の国際ジーンバンクの取り扱いを定める15条の草案作成グループのリーダーを勤め、難関とされたこの条項の交渉を成し遂げることにより国際条約全体の締結成功の起爆剤となった。
IPGRIでの活躍の時代から貴著な種子の長期保存を成し遂げるために、ノルウェイーの永久凍土の地中に大規模な種子庫を作る案を提唱した１人でもあり、その実現のために資金獲得に尽力した。「スヴァールバル世界種子貯蔵庫」は2008年に完成し、2019年現在世界100ヶ国以上より送付されたおよそ100万点の遺伝資源が保存されている国際的事業へと発展した。
2002年には、国際とうもろこし・小麦改良センター(CIMMYT、メキシコ)の所長に国際公募で選ばれた。CIMMYTは、1970年にノーベル平和賞を受賞したノーマン・ボーローグ博士とともに「緑の革命」への功績で知られる国際農業研究組織であるが、岩永氏就任時は財政難のため苦境に立たされていた。岩永氏は、CIMMYTの組織再建を成し遂げ、また、新規の長期研究戦略を設定し、職員数800人を超える世界的に最も優秀な国際農業研究機関へと飛躍させた実績は世界的に高い評価を受けている。この間にCIMMYTは国際農業研究の分野では最高の栄誉とされるベルギー王室King Baudouin賞（隔年に授与される）を2004年（不耕起栽培の世界的普及）、2006年（アフリカでの耐干ばつ性トウモロコシの育成と普及）と連続受賞した。さらに、6年の任期期間中に研究推進力、財務体質、組織運営、統治システムの大胆な組織改革を達成し、CGIARを統括している世界銀行による外部機関評価で3年連続の”Outstanding (最高位の評価に相当）”評価を獲得した。CIMMYT所長時代に品種開発を主導した「耐干ばつ性トウモロコシ」は既にアフリカ13カ国で栽培され、その面積は250万ヘクタール以上に拡大し600万戸近くの農家がその成果を享受している。人口の増加が続き、食糧安全保障が常に問題となるアフリカにおいて、主食であるトウモロコシの画期的な改良は今世紀の「緑の革命」の一翼を担うと期待されている。
2008年より国内では農研機構作物研究所長として、所内の研究推進と運営管理に当たるとともに、農研機構内の作物研究の調整・推進に指導力を発揮した。特に飼料用稲、米粉用稲育種促進に貢献した。　現在、JIRCAS理事長として日本の国際農学研究において組織の運営、指導、さらに海外と日本の連携強化のために国内外で活躍している。
岩永氏の国際的な農業研究分野での貢献、幅広い知見は高く評価され、多くの国際的な役割を担っている。2013年より国連の「世界食料安全保障委員会」の科学技術顧問（CFS―HLPE）を務めるだけではなく、Africa Rice Centerの理事、世界蔬菜センター（AVRDC）の副理事長等の多くの国際機関の委員、理事等の役割を果たしている。また日本と世界を結ぶ役割を積極的に取り組み、G20の首席農業研究者会議に日本研究者を代表して参加し、またアフリカ稲作振興のための共同体（CARD）の運営委員を勤め、2015年はCARD総会の議長役を勤めている。2007年から2013年まではササカワ・アフリカ協会（NGO）の副会長を勤め、アフリカでの農業技術普及に貢献した。
2017年から2018年にかけて日本政府が農業由来温室効果ガス削減国際研究アライアンス（GRA）議長国となった際には、その会議（2017年8月開催）の議長役を務めた。日本の外務省「科学技術外交推進員会」委員も勤める。
2020年2月には、2019年8月に就任した国連食糧農業機関（FAO）の屈冬玉（チュー・ドンユィ）事務局長に対するFAOの運営と戦略の方向性に関する助言と提言を行うことを目的に、世界の農林水産業に関する有識者で構成される顧問団が発足することになり、岩永氏はその初代メンバーとして就任することになった。また、2020年初頭には、CGIARの国際ジーンバンクを取りまとめるグローバル作物多様性トラスト（Global Crop Trust）執行理事にも任命され、グローバル化・気候変動の進行に直面する国際社会において、貴重な作物遺伝資源の種子等の保護と管理に関する持続的かつ公平な運営・分配の仕組みについて提言を行うことになっている。
永い国際的な研究活動で世界的な人脈を培い、世界的に影響力を持つ農学研究者及び指導者として知られ、2006年には世界の農学研究分野でのノーベル賞と言われる「世界食糧賞」より「特別感謝状」を受けている。遺伝資源の科学技術、政策の点での長年にわたる多大なる業績に対して、平成18年度の日本農学賞及び読売農学賞が授与された。更に2016年には「食の新潟国際賞（本賞）」を受賞した。

## 国際機関と国内外の委員会関連等での現在の活動（2020年4月時点）
- 世界蔬菜センター副理事長 （Vice-Chair, Board of Directors of World Vegetable Center (AVRDC)）
- FAO 事務局長顧問（Member of the Management Advisory Group for the Director-General of the FAO）
- グローバル作物多様性トラスト（Global Crop Trust）執行理事（Board Member of the Executive Board of the Global Crop Diversity Trust
- G20 首席農業研究者日本代表（Representative of Japan to the G20 Meeting of Agricultural Chief Scientists (MACS)
- 外務省「科学技術外交推進員会」委員（Member of Advisory Panel on Science and Technology for Diplomacy, Ministry of Foreign Affairs, Japan）
- 地球規模問題に関する SATREPS (JICA-JST) 運営委員会委員（Member of Steering Committee of SATREPS (JICA-JST) for Global Issues , Japan）
- 京都大学経営協議会委員（Member of Administrative Council, Kyoto University）
- キングモンクット工科大学（タイ）国際科学アドバイザリー委員会委員（Member of International Scientific Advisory Committee, King Mongkut’s University of Technology , Thailand）

## 受賞
- 2004年 - ベルギー王室の国際農業研究賞 (King Baudouin Award)
- 2006年 - 日本農学賞・読売農学賞 - 業績論文『植物遺伝資源の保全と利用のための遺伝育種研究と国際貢献』
- 2006年 - ベルギー王室の国際農業研究賞 (King Baudouin Award)
- 2016年 - 食の新潟国際賞 本賞

## 著書
- ノーマン・ボーローグ — 「緑の革命」を起した不屈の農学者

## 参考
- 『Agora（日本航空・機内誌）』 - 「Cosumopolitans “われら地球人 No.130” - アジア人初、国際的な農業研究機関の所長」
- CGIAR: Photo Gallery: AGM06 Science Awards（ベルギー王室の国際農業研究賞）
- 朝日新聞グローブ (GLOBE)｜GLOBEレビュー -- No.1北極争奪 / No.3種子戦争を勝ち抜け
- NHK　クローズアップ現代　食卓に迫る遺伝子組み換え作物｜出演者：岩永勝さん（作物研究所所長）｜2008年11月27日(木)放送
- 爆笑問題のニッポンの教養 | 過去放送記録 | FILE072:「お米レボリューション」 | 岩永勝（いわながまさる）｜2009年5月26日放送分
- 受賞者メッセージ - 佐野藤三郎記念 食の新潟国際賞